# Didogobius splechtnai
Didogobius splechtnai är en fiskart som beskrevs av Harald Ahnelt och Patzner, 1995. Didogobius splechtnai ingår i släktet Didogobius och familjen smörbultsfiskar. IUCN kategoriserar arten globalt som otillräckligt studerad. Inga underarter finns listade i Catalogue of Life.